# Mun (Hautes-Pyrénées)
Mun település Franciaországban, Hautes-Pyrénées megyében. Lakosainak száma 77 fő (2022. január 1.). Mun Osmets, Aubarède, Chelle-Debat, Lamarque-Rustaing, Luby-Betmont, Peyriguère és Sère-Rustaing községekkel határos.

## Népesség
A település népességének változása:
| Lakosok száma | 109  | 105  | 102  | 101  | 95   | 89   | 83   | 80   | 77   |
|               | 2013 | 2015 | 2016 | 2017 | 2018 | 2019 | 2020 | 2021 | 2022 |